# Leucochrysa intermedia
Leucochrysa intermedia är en insektsart som först beskrevs av Schneider 1851.  Leucochrysa intermedia ingår i släktet Leucochrysa och familjen guldögonsländor. Inga underarter finns listade i Catalogue of Life.